# Christoph Lorke
Christoph Lorke (* 1984 in Querfurt) ist ein deutscher Historiker mit den Forschungsschwerpunkten deutsche und europäische Geschichte vom 19. bis zum 21. Jahrhundert, Sozial- und Kulturgeschichte sozialer Ungleichheit und von Armut, Deutsch-deutsche Verflechtungsgeschichte, Migrations-, Behörden- und Verwaltungsgeschichte.

## Wirken
Nach Abschluss eines Studiums der Geschichte, Germanistik, Psychologie und Pädagogik und für das Lehramt an Gymnasien an der Otto-von-Guericke-Universität Magdeburg im Jahr 2009 wurde Lorke 2013 im Fach Neuere und Neueste Geschichte an der Universität Münster promoviert. In den Jahren 2009 bis 2021 war Lorke am Lehrstuhl von Thomas Großbölting für Neuere und Neueste Geschichte an der Universität Münster als wissenschaftlicher Mitarbeiter tätig. Nach seiner Habilitation und der Erlangung der venia legendi für die Geschichte des 19. und 20. Jahrhunderts im Juli 2019 vertrat Lorke von 2020 bis 2021 den Lehrstuhl für Neuere und Neueste Geschichte unter besonderer Berücksichtigung der Geschichte des 19. Jahrhunderts. Derzeit ist er als wissenschaftlicher Referent am LWL-Institut für westfälische Regionalgeschichte in Münster tätig. Zudem lehrt der Historiker weiterhin als Privatdozent an der Universität Münster. 2025 wurde er zum ordentlichen Mitglied der Historischen Kommission für Westfalen gewählt.
Lorkes Arbeitsgebiete umfassen die Deutsch-deutsche Verflechtungsgeschichte und Geschichte des Kalten Krieges, die Sozial- und Kulturgeschichte sozialer Ungleichheit und Armut, Migrationsgeschichte, die Geschichte bikultureller Ehen und Familien, Behörden- und Verwaltungsgeschichte, Geschlechtergeschichte, Stadt- und Regionalgeschichte sowie Theorie und Methoden der Geschichtswissenschaft.

## Mitgliedschaften
- Verband der Historiker und Historikerinnen Deutschlands
- Brauweiler Kreis für Landes- und Zeitgeschichte
- Gesellschaft für Historische Sozialpolitikforschung
- Deutscher Hochschulverband
- Deutsch-Bulgarischer Geschichtsverein „Pamet“ e.V. (Mitglied und Vorsitzender)[1]

## Veröffentlichungen (Auswahl)

### Monographien
- Zwischen Aufschwung und Anpassung. Eine kleine Geschichte des „Aufbau Ost“, Bonn 2022 (gem. mit Marcus Böick).
- An den Rändern der Gesellschaft. Armut und soziale Ausgrenzung im geteilten Deutschland (Die geteilte Nation – Deutsch-deutsche Geschichte 1945–1990, Bd. 1), Berlin 2021.
- Liebe verwalten. „Ausländerehen“ in Deutschland 1870–1945 (Studien zur Historischen Migrationsforschung, Bd. 37), Paderborn 2020.
- Armut im geteilten Deutschland. Die Wahrnehmung sozialer Randlagen in der Bundesrepublik und der DDR, Frankfurt am Main/New York 2015.

### Edierte Sammelbände
- Moderne Stadtgeschichte, Bd. 55 Nr. 1 (2024): Citizen Science. Akademische und bürgerschaftliche Stadtgeschichtsforschung (gem. mit Sebastian Haumann).
- Der Zusammenbruch der alten Ordnung? Die Krise der Sozialen Marktwirtschaft und der neue Kapitalismus in Deutschland und Europa (Nassauer Gespräche, Bd. 11), Stuttgart 2019 (Hg. mit Rüdiger Schmidt).
- Deutschland seit 1990. Wege in die Vereinigungsgesellschaft (Nassauer Gespräche, Bd. 10), Stuttgart 2017 (Hg. mit Thomas Großbölting).
- Soziale Ungleichheit im Visier. Wahrnehmung und Deutung von Armut und Reichtum seit 1945, Frankfurt am Main/New York 2016 (Hg. mit Eva Gajek).